# سیدی بایزید
سیدی بایزید (به عربی: سيدي بايزيد) یک شهرداری در الجزایر است که در استان جلفه واقع شده‌است. سیدی بایزید ۱۱٬۳۶۰ نفر جمعیت دارد.